# Cementerio de Thenia
El Cementerio de Thenia es un cementerio situado en Thenia (antes Menerville), en el en un pueblo este de Argel, en el país africano de Argelia. Con una superficie de 5 hectáreas, este fue el principal cementerio de Thenia.

## Personas enterradas
Allí están enterrados:
- Abderrahmane Boushaki (1896-1985)[5]
- Ahmed Bourenane (1887-1945)[6]
- Ahmed Rahmoune (1958-1995)
- Ali Boushaki (1855-1965)[7]
- Ali Touzout (1947-2001)[8]
- Djamel Boushaki (1959-1995)[9]
- Djilali Rahmoune (1961-1995)
- Mohamed Boumerdassi (1936-2010)[10]
- Mohamed Rahmoune (1940-2022)[11]
- Mohamed Seghir Boushaki (1869-1959)[12]
- Omar Arar (1943-1993)[13]
- Salah Bouchatal (1947-2004)[14]
- Salem Anou (1895-1968)[15]

## Localización
| Noroeste: Tizouighine | Norte: Thenia | Nordeste: Khachna |
| Oeste: Oued Meraldene |               | Este: Oued Isser  |
| Suroeste: Meraldene   | Sur: Gueddara | Sureste: Soumâa   |